# 6542 Жаккусто
6542 Жаккусто (6542 Jacquescousteau) — астероїд головного поясу, відкритий 15 лютого 1985 року.
Тіссеранів параметр щодо Юпітера — 3,578.
Названий на честь Жак-Ів Кусто — французького дослідника Світового океану, фотографа, винахідника, автора великої кількості книг і фільмів, першовідкривача.